# Övre tjärnen, Lappland
Övre tjärnen är en sjö i Arjeplogs kommun i Lappland och ingår i Skellefteälvens huvudavrinningsområde.